# Взрывозащита вида «n»
Взрывозащита вида «n» — вид взрывозащиты, при котором принимаются дополнительные меры защиты, исключающие воспламенение окружающей взрывоопасной газовой среды в нормальном и указанном (аварийном) режимах работы электрооборудования.
Этот вид взрывозащиты используется для электрического оборудования, предназначенного для работы во взрывоопасных газовых средах.

## Основные положения
В электрооборудовании при нормальном режиме работы отсутствуют искрящие элементы и нагретые поверхности, которые способны поджечь взрывоопасную смесь, либо они должны быть защищены таким образом, чтобы исключить возгорание в нормальном режиме работы и в случае вероятных повреждений электрооборудования. Применение оборудования ограничивается взрывоопасными зонами класса 2. Для мощного силового электрооборудования рациональнее использовать в зоне 2 взрывозащиту вида «n» по сравнению с взрывонепроницаемой оболочкой «d», как имеющую меньшую материалоемкость и стоимость. Для контрольно-измерительных приборов рациональнее будет искробезопасная цепь «ic».

## Способы обеспечения взрывозащиты вида «n»
Варианты исполнения:
- "nA" — неискрящее оборудование;
- "nC"  —  контактное устройство во взрывонепроницаемой оболочке, или герметично запаянное устройство, или  неподжигающий компонент, или герметичное устройство;
- "nR" — оболочка с ограниченным пропуском газов;
- "nL"  —  оборудование, содержащее электрические цепи с ограниченной энергией;
- "nZ" — оболочка под избыточным давлением.[1]

## Маркировка оборудования содержащего взрывозащиту вида «n»
Маркировка должна содержать следующие данные:
- а) наименование изготовителя или его зарегистрированную торговую марку;
- б) обозначение типа электрооборудования;
- в) знак Ех n;
- г) знаки:
  - А - для неискрящего электрооборудования;
  - С - для искрящего электрооборудования, контакты которого имеют взрывозащиту, за исключением взрывозащиты с использованием оболочки с ограниченным пропуском газов, оболочки под избыточным давлением защитного газа n или искробезопасной цепи n;
  - R - для оболочек с ограниченным пропуском газов;
  - L - для искробезопасных цепей n и искробезопасного электрооборудования n;
  - Z - для оболочек под избыточным давлением n.
- д) знак группы электрооборудования:
  - - знак группы II (за исключением искрящего электрооборудования, имеющего в маркировке знаки С или L в соответствии подпунктом г), которое обозначается знаками IIА, IIB или IIC). Электрооборудование, которое предназначено для использования в смеси с воздухом конкретного горючего газа или пара, должно маркироваться знаком II, за которым должны следовать наименование или химическая формула горючего газа или пара;
- е) знак температурного класса Т или указание фактической максимальной температуры поверхности. Для электрооборудования, предназначенного для использования в смеси с воздухом конкретного горючего газа или пара, температурный класс не обозначается;
- ж) диапазон температуры окружающей среды, если он отличается от диапазона минус 20 - плюс 40 °С;
- з) степень защиты оболочки (если необходимо);
- к) наименование (или знак) органа по сертификации, который выдал сертификат, и номер сертификата, если электрооборудование было сертифицировано;
- л) знак Х после номера сертификата, если имеются особые условия по установке и использованию, касающиеся безопасности электрооборудования;

- м) надпись "ОТКРЫВАТЬ, ОТКЛЮЧИВ НАПРЯЖЕНИЕ".

Пример маркировки: Ex nA II Т3 X

## Нормативная документация
- ГОСТ 30852.14-2002 Электрооборудование взрывозащищенное. Часть 15. Защита вида n
- ГОСТ Р МЭК 60079-15-2010 Взрывоопасные среды. Часть 15. Оборудование с видом взрывозащиты "n"